# České Brezovo
České Brezovo és un poble i municipi d'Eslovàquia que es troba a la regió de Banská Bystrica.

## Història
La primera menció escrita de la vila es remunta al 1435.

## Demografia
| Godina             | 1994 | 2004    | 2014   | 2024    |
| ------------------ | ---- | ------- | ------ | ------- |
| Nombre de persones | 983  | 492     | 505    | 435     |
| Diferència         |      | −49,94% | +2,64% | −13,86% |

| Godina             | 2023 | 2024   |
| ------------------ | ---- | ------ |
| Nombre de persones | 441  | 435    |
| Diferència         |      | −1,36% |